# Rio do Peixe (Piquiri)
Der Rio do Peixe ist ein etwa 40 km langer linker Nebenfluss des Rio Piquiri im Westen des brasilianischen Bundesstaats Paraná.

## Etymologie
Rio do Peixe bedeutet auf Deutsch Fischfluss.

## Geografie

### Lage
Das Einzugsgebiet des Rio do Peixe befindet sich auf dem Terceiro Planalto Paranaense (Dritte oder Guarapuava-Hochebene von Paraná).

### Verlauf
Sein Quellgebiet liegt im Munizip Assis Chateaubriand auf 410 m Meereshöhe etwa 9 km südwestlich der Ortschaft Encantado d'Oeste in der Nähe der PR-364.
Der Fluss verläuft in nördlicher Richtung. Er mündet auf 246 m Höhe von links in den Rio Piquiri. Er ist etwa 40 km lang.

### Munizipien im Einzugsgebiet
Der Rio do Peixe fließt vollständig innerhalb des Munizips Assis Chateaubriand.